# اختلافات مرزی در جزایر الند

موقعیت جزایر الند

جزایر الند (نفشه بزرگتر)

اختلافات مرزی در جزایر الند یکی از اولین پرونده‌هایی بود که برای حل اختلاف و حکمیت به جامعه ملل ارجاع داده شد. پس از آنکه درخواست ساکنان جزایر الند برای حق تعیین سرنوشت و پیوستن به سوئد از سوی فنلاند رد شد و این کشور بر حاکمیت خود در این جزایر تأکید کرد، به ابتکار بریتانیا کمیسیونی بی‌طرف در جامعه ملل برای حل این اختلاف تشکیل شد. رای نهایی جامعه ملل این بود که جزایر الند جزئی از فنلاند بمانند ولی از ساکنان آن در برابر همگون‌سازی فرهنگی فنلاند محافظت شود.

## پیش‌زمینه
الند مجموعه‌ای از حدود ۶٬۵۰۰ جزیره در دریای بالتیک و در میانهٔ راه سوئد و فنلاند است. ساکنان این جزایر غالباً به زبان سوئدی صحبت می‌کنند. در ۱۸۰۹ امپراتوری روسیه این جزایر را به‌همراه فنلاند تصرف کرده بود. در دسامبر ۱۹۱۷ و در گرماگرم انقلاب اکتبر، فنلاند اعلام استقلال کرد، ولی بیشتر ساکنان الند ترجیح می‌دادند سرزمینشان ضمیمهٔ کشور سوئد شود. دولت فنلاند این جزایر را بخشی از سرزمین خود می‌دانست، چرا که از زمان تأسیس دوک‌نشین بزرگ فنلاند در ۱۸۰۹ توسط روس‌ها الند تحت کنترل فنلاند بود. تا سال ۱۹۲۰، این مناقشه به حدی رسیده بود که خطر جنگ بین دو کشور وجود داشت.

## ارجاع به جامعه ملل
به ابتکار دولت بریتانیا، مسئله به جامعه ملل ارجاع شد، ولی دولت فنلاند حکمیت جامعه ملل را نمی‌پذیرفت و مسئله را امری داخلی می‌دانست. جامعه برای تصمیم‌گیری در مورد صلاحیت حکمیت در این مورد هیئتی کوچک تشکیل داد و با چراغ سبز این هیئت، کمیسیونی بی‌طرف برای حکمیت در مورد جزایر الند ایجاد گشت.

## رأی نهایی
در ژوئن ۱۹۲۰، رای نهایی جامعه ملل اعلام شد و قرار شد که جزایر الند جزئی از فنلاند بمانند ولی از هویت فرهنگی ساکنان آن در برابر فنلاند محافظت شود و اقداماتی برای غیرنظامی شدن جزیره صورت گیرد. با موافقت سرد سوئد، پروندهٔ جزایر الند به عنوان نخستین معاهدهٔ بین‌المللی جامعه تکمیل شد.